# El Puente (Bolivia)
El Puente  è un comune (municipio in spagnolo) della Bolivia nella provincia di Guarayos (dipartimento di Santa Cruz) con 13.300 abitanti (dato 2010).

## Cantoni
Il comune è suddiviso in 2 cantoni:
- El Puente
- Yotaú